# 특이점주의
특이점주의(特異點主義, 영어: Singularitarianism)는 기술적 특이점에 대한 신념에 입각한 사회 운동이다. 이 사상은 머지않은 미래에 과학 기술 발전의 결과로 초지능, 곧 인간을 뛰어넘는 인공 일반 지능이 탄생할 것이며, 따라서 이를 인류에게 이롭게 사용하기 위하여 대비해야 한다고 주장한다. 특이점주의자들을 다른 미래학자들과 구분짓는 부분은 이들은 기술적 특이점이 도래할 뿐 아니라 인류에게 긍정적으로 작용할 것이라고 주장한다는 점이다.
과학 기술 중 특히 인공 지능 기술을 통해 인류를 '개량'하려는 트랜스휴머니즘 운동의 일환으로 볼 수 있다. 발명가이자 미래학자인 레이 커즈와일이 2005년 저서 《특이점이 온다》(The Singularity Is Near: When Humans Transcend Biology)에서 특이점주의자(Singularitarian)이라는 용어를 "특이점을 이해하고 이를 자신의 삶에 적용하려 하는 사람"으로 정의하였다. 그는 기술적 특이점이 2045년 전후에 도래할 것이라고 추정하였다.

## 같이 보기
- 기술적 특이점
- 인공 일반 지능
- 트랜스휴머니즘
- 효과적 가속주의(e/acc)
- 기술적 이상향주의(Technological utopianism)